# Aficionats del Futbol Club Barcelona

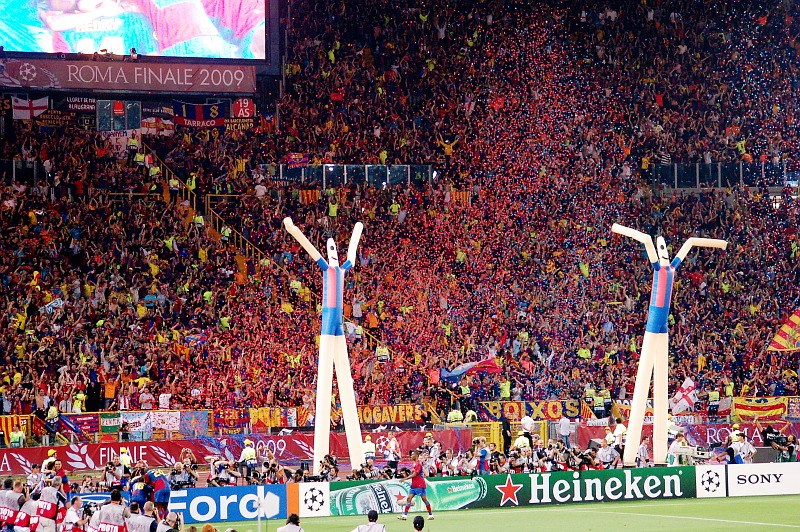
Aficionats celebrant un gol en la final de la Champions a Roma del 2009

Els seguidors del Futbol Club Barcelona són anomenats barcelonistes o blaugranes. Popularment, són sovint coneguts com a culers.

### Etimologia
L'origen del nom es deu al fet que en els inicis del Barça, el primer camp de futbol en el qual jugava, situat en el carrer Indústria de Barcelona, no tenia graderies. Els aficionats, doncs, s'asseien a la part alta del mur que envoltava el camp, de manera que la gent que caminava pel carrer en un dia de partit, tan sols veia una filera de culs. Encara que el club va canviar d'estadi dues vegades fins a l'actual, el sobrenom ha perdurat i ha esdevingut un mot d'ús corrent pels aficionats del Barça.
Tot i la identificació del club amb la ciutat de Barcelona inicialment i, amb el pas dels anys, amb Catalunya, la globalització viscuda a partir dels darrers decennis del segle xx ha comportat el coneixement de l'entitat i dels valors que defensa arreu del món. Això ha determinat que sigui seguit i admirat per milions de persones i que esdevingui una icona d'abast mundial.

## Penyes i massa social

### Massa social
Una de les principals característiques distintives del FC Barcelona és la seva naturalesa jurídica: és un dels quatre únics clubs professionals d'Espanya (juntament amb Reial Madrid, Athletic Club i CA Osasuna) que no és una Societat anònima esportiva (SAD), conservant des dels seus orígens el seu caràcter d'associació esportiva sense ànim de lucre, la propietat del qual recau en els seus socis. En aquest sentit, l'òrgan suprem de govern de l'entitat és l'Assemblea i els socis elegeixen el president per sufragi universal directe.
Al juny de 2022 el FC Barcelona registrava al voltant de 143.000 socis, una xifra que el situa com el desè club de futbol amb més associats del món. Així mateix, és el club espanyol amb més abonats: 83.116 al setembre de 2019, per davant dels aproximadament 61.000 del Reial Madrid.
A la temporada 2010-11, el club va aconseguir ingressos propers als 51 milions d'euros per conceptes de socis i abonats.
L'afició pel club ha arribat al punt que una parella belga ha posat el nom de Barça com a nom de pila al seu primer fill, que a més han fet soci del club, el 19 de juliol del 2010 via Internet amb el número 185.508. Es tracta de Barça Beeckman, nascut el 26 d'abril del 2010 a Sint-Truiden, ciutat de Bèlgica. Segons el web del FC Barcelona, Barça Beeckman és el primer soci que es diu com l'equip i no tenen constància que ningú més al món es digui així.
Actualment, segons un estudi alemany, el Barcelona és el club amb més seguidors a Europa.

### Penyes
Les penyes són una part molt important del barcelonisme, La primera d'elles fou la Penya Solera de Castellar del Vallès fundada l'any 1946. En 2023 hi ha constituides 1.265 penyes amb 170.000 penyistes, mentre en 2006 eren 1.333 penyes actives i 165.000 penyistes, formades com a associacions independents sense ànim de lucre, amb la finalitat de mantenir i projectar el sentiment i la història del club arreu del món. D'altra banda, també ajuden a fomentar la germanor entre els seus socis i simpatitzants mitjançant les diferents activitats que realitzen al llarg de l'any. Un cop l'any el club juntament amb una penya organitzen la trobada mundial de penyes (normalment, el setembre o l'octubre). Altres trobades, com les de zona o organitzades per diferents motius, són comunicades també al club, el qual envia un o més representants. Els grups de suport més destacats son la degana i ja desapareguda Penya Solera, Sang Culé, Penya Almogàvers, Boixos Nois i Dracs 1991 Supporters.
Els Boixos Nois son un d'grup radical de suport fundat el 1981. La Comissió Estatal contra la Violència els declarà grup radical violent en 2019, prohibint-ne l'exhibició de simbologia en els camps de futbol. Els Casuals, presumptament liderats per Ricardo Mateo Lucho, van enfocar la seva activitat al crim organitzat durant la dècada de 1990 i la dècada de 2000 dedicant-se a la seguretat de clubs nocturns, tràfic de drogues i robatoris a narcotraficants, pallisses i apunyalaments per encàrrec, entre d'altres.

#### Activitats més freqüents de les penyes
- Desplaçaments tant al Camp Nou com als camps de fora per animar el Barça.
- Visualització col·lectiva dels partits del Barça per televisió a la seva seu social.
- Participar en les diferents trobades, organitzar conferències, aniversaris, xerrades i col·locació de la placa amb el seu escut al Camp Nou.
- Creació d'equips de futbol o d'altres esports, especialment en categories juvenils i de manera amateur.
- Celebració d'actes per recaptar fons per tasques solidàries.

#### Nombre de penyes

##### Nombre de penyes per ubicació
Informació relativa de setembre del 2007:
| Àmbit 1                           | Actives |
| --------------------------------- | ------- |
| Barcelona Oriental                | 38      |
| Barcelona Occidental / Hospitalet | 46      |
| Barcelonès Nord                   | 14      |
| Vallès Oriental                   | 22      |
| Vallès Occidental                 | 20      |
| Maresme                           | 24      |
| Baix Llobregat                    | 36      |
| Alt Penedès / Anoia / Garraf      | 29      |
| Bages / Berguedà / Cerdanya       | 32      |
| Osona / Ripollès                  | 14      |
| Girona Nord                       | 16      |
| Girona Sud                        | 28      |
| Tarragona Central                 | 32      |
| Terres de l'Ebre                  | 38      |
| Lleida Sud                        | 46      |
| Lleida Nord                       | 21      |
| Catalunya Nord i Andorra          | 5       |
| Illes Balears                     | 28      |
| Castelló                          | 34      |
| València                          | 52      |
| Alacant                           | 48      |
| Total                             | 626     |

| Àmbit 2                    | Actives |
| -------------------------- | ------- |
| Andalusia Oriental         | 129     |
| Andalusia Occidental       | 84      |
| Extremadura                | 95      |
| Castella - la Manxa        | 87      |
| Castella i Lleó            | 59      |
| Canàries                   | 27      |
| Galícia                    | 34      |
| La Rioja / Aragó / Navarra | 54      |
| Madrid                     | 18      |
| Múrcia                     | 37      |
| Euskadi                    | 13      |
| Cantàbria / Astúries       | 41      |
| Total                      | 678     |

| Àmbit 3          | Actives |
| ---------------- | ------- |
| Resta d'Europa   | 43      |
| Àfrica           | 20      |
| Amèrica del Nord | 3       |
| Amèrica del Sud  | 19      |
| Àsia             | 4       |
| Austràlia        | 1       |
| Oceania          | 1       |
| Total            | 91      |

## Agermanaments i rivalitats de futbol
L'afició del Barcelona està agermanada amb aquells del Tenerife, l'amistat entre els dos clubs va néixer a l'inici dels anys noranta quan el Tenerife va vèncer l'última jornada Reial Madrid la 1991-1992 i la 1992-1993 va regalar dos títols al blaugrana. El FC Barcelona manté una forta rivalitat futbolística amb el Reial Club Deportiu Espanyol, equip de la ciutat de Barcelona. El derbi barceloní és el nom que descriu els partits entre ambdós clubs, els més representatius de la ciutat. S'han enfrontat en 216 ocasions, comptant dos partits europeus disputats a la Copa de Fires, amb un balanç de 126 partits guanyats pel Barcelona, davant de 44 de l'Espanyol. Xavi Hernández és el futbolista amb més partits disputats, amb un total de 36, mentre que l'argentí Lionel Messi és el màxim golejador, amb 25 gols.
La rivalitat va néixer en part pels continus enfrontaments que, entre altres coses, eren aguerrits i tenien bons jugadors. Un altre dels fets és perquè van ser pioners del futbol a Barcelona, els més representatius, a això també cal afegir que històricament es van consolidar com els dos millors equips a les competicions organitzades per la Federació Catalana de Futbol.
L'equip culer també disputa l'anomenat clàssic de futbol espanyol davant del Reial Madrid Club de Futbol, uns dels partits més importants i transcendents del món. L'audiència supera els 500 milions d'espectadors i s'acrediten més de 750 periodistes; sovint, és conegut per la premsa especialitzada com el Partit del segle. Al balanç general els madrilenys han guanyat 102 partits davant dels 100 dels barcelonistes, d'un total de 254 trobades oficials. El primer duel oficial es va donar en la semifinal de la Copa de la Coronació, amb un resultat favorable per als barcelonistes per 2-1. La popularitat i importància també rau en la quantitat de trofeus guanyats i la qualitat de jugadors dels dos clubs. A escala estatal destaquen altres equips com l'Athletic Club i l'Atlètic de Madrid. Barcelona i Athletic són els dos clubs més premiats de la Copa del Rei i han disputat set finals, amb un balanç de cinc victòries i dues derrotes per als blaugranes.
Internacionalment, destaquen els seus enfrontaments amb l'Associazione Calcio Milan italiana, en ser el rival internacional a qui més s'ha enfrontat amb 19 partits, o el Manchester United FC, rival a dues finals de Champions League. Addicionalment, també va tenir intensos enfrontaments amb el Chelsea Football Club, i Paris Saint-Germain Football Club, i per recents disputes esportives davant el FC Bayern de Múnic. Ja amb tints gairebé desapareguts en la història recent es donen amb el Celtic Football Club.